# Torhout 1992 KM
Torhout 1992 Koninklijke Maatschappij w skrócie Torhout 1992 KM – belgijski klub piłkarski, grający niegdyś w trzeciej lidze belgijskiej, a obecnie w piątej lidze, mający siedzibę w mieście Torhout.

## Historia
Klub został założony w 1926 roku jako Sportkring Torhout (SK Torhout). W 1992 roku dokonano fuzji z klubem KVK Torhout w wyniku czego powstał Torhout 1992 Koninklijke Maatschappij (Torhout 1992 KM). Klub spędził 16 sezonów na poziomie trzeciej ligi. 

## Stadion
Domowe mecze klub rozgrywa na stadionie o nazwie De Velodroom, położonym w mieście Torhout. Stadion może pomieścić 2000 widzów.

## Reprezentanci kraju grający w klubie
Stan na listopad 2021
| - Geoffrey Claeys - Tom De Sutter | - Jeffrey Christiaens - Karl Arantes Kaïmba |